# Jevgenij Orlov
Jevgenij Vjačeslavovič Orlov nebo ukrajinsky Jevhen Vjačeslavovyč Orlov (* 30. ledna 1989) je bývalý ukrajinský a ruský zápasník – klasik a sumista. Od roku 2017 profesionál.

## Sportovní kariéra
Zápasení se věnoval od 10 let po vzoru svého otce Vjačeslava. Později ho rodiče poslali na moskevskou školu Kovčeg, která se specializuje na děti s postižením downova syndromu a autismu. V Moskvě se při studiu začal specializovat na zápas řecko-římský. V roce 2006 se stal dorosteneckým mistrem Ruska v klasickém stylu.
V ruském národním týmu klasiků se neprosadil a v roce 2011 se vrátil na Ukrajinu. Pod vedením trenéra Oleksije (Alexeje) Valdajeva vyhrál v olympijském roce 2012 lednové ukrajinské mistrovství před Oleksandrem Černeckým. Na březnovém mistrovství Evropy v Bělehradě obsadil třetí místo a vzápětí vybojoval druhým místem na evropské olympijské kvalifikaci v Sofii pro Ukrajinu nominační kvótu ve váze do 120 kg. O jeho nominaci na olympijské hry v Londýně před dlouholetou ukrajinskou jedničkou Černeckým tak nebylo pochyb. V Londýně prohrál s favorizovaným Turkem Rızou Kaya'alpem hladce ve dvou setech, a protože Turek nepostoupil do finále přišel o možnost bojovat v opravách.
Od roku 2013 přibral ke klasickému stylu sportovní sumó. Kombinace dvou různých zápasnických stylů znamenala, že neudržel post reprezentační jedničky v klasickém stylu před Oleksandrem Černeckým. V roce 2016 neuspěl v ukrajinské nominaci na olympijské hry v Riu.
Od roku 2017 se snaží uplatnit v profesionálním ringu. V pražském bojovém klubu Renegade Prague Gym se věnuje populárnímu bojovému sportu MMA.

### Výsledky zápasu řecko-římském
| Turnaj             | 2012 | 2013 |
| Turnaj             | 23   | 24   |
| Turnaj             | −120 | −120 |
| ------------------ | ---- | ---- |
| Olympijské hry     | úč.  |      |
| Mistrovství světa  |      | —    |
| Mistrovství Evropy | 3.   | 2.   |

### Olympijské hry a mistrovství světa
| Olympijské hry a mistrovství světa              | Olympijské hry a mistrovství světa              | Olympijské hry a mistrovství světa              | Olympijské hry a mistrovství světa              | Olympijské hry a mistrovství světa              | Olympijské hry a mistrovství světa              | Olympijské hry a mistrovství světa              | Olympijské hry a mistrovství světa              | Olympijské hry a mistrovství světa              | Olympijské hry a mistrovství světa              | Olympijské hry a mistrovství světa              |
| Kolo                                            | Výsledek                                        | Bilance                                         | Soupeř                                          | Výsledek                                        | KB                                              | ∑KB                                             | Styl                                            | Datum                                           | Turnaj                                          | Místo                                           |
| 2012 Olympijské hry do 120 kg v klasickém stylu | 2012 Olympijské hry do 120 kg v klasickém stylu | 2012 Olympijské hry do 120 kg v klasickém stylu | 2012 Olympijské hry do 120 kg v klasickém stylu | 2012 Olympijské hry do 120 kg v klasickém stylu | 2012 Olympijské hry do 120 kg v klasickém stylu | 2012 Olympijské hry do 120 kg v klasickém stylu | 2012 Olympijské hry do 120 kg v klasickém stylu | 2012 Olympijské hry do 120 kg v klasickém stylu | 2012 Olympijské hry do 120 kg v klasickém stylu | 2012 Olympijské hry do 120 kg v klasickém stylu |
| ----------------------------------------------- | ----------------------------------------------- | ----------------------------------------------- | ----------------------------------------------- | ----------------------------------------------- | ----------------------------------------------- | ----------------------------------------------- | ----------------------------------------------- | ----------------------------------------------- | ----------------------------------------------- | ----------------------------------------------- |
| finále                                          | prohra                                          | 0-1                                             | Rıza Kaya'alp (TUR)                             | 0-2 (0:3, 0:1)                                  | 0                                               | 0                                               | Zápas řecko-římský                              | 11. srpen 2012                                  | Olympijské hry                                  | Londýn, Spojené království                      |